# Les Naufragés du lagon bleu

Les Naufragés du lagon bleu (Blue Lagoon: The Awakening) est un téléfilm américain réalisé par Mikael Salomon, et diffusé le 16 juin 2012 sur Lifetime.

## Synopsis
Participant à un projet humanitaire, Emma et Dean, deux lycéens, se dirigent en bateau vers les Caraïbes pour une fête. Tombée accidentellement dans l'eau, Emma est sauvée par le jeune garçon mais ils se retrouvent tous les deux à bord d'un canot de sauvetage sans moteur, perdus au beau milieu de l'océan. Une tempête éclate alors, entraînant ces derniers sur une île déserte.
Loin de leurs proches et en terre inconnue, livrés à eux-mêmes dans la nature, Emma et Dean apprennent à se connaître et tombent follement amoureux l'un de l'autre. Les parents, eux, sont très inquiets tout comme les amis d'Emma et Dean qui veulent à tout prix les retrouver...

## Fiche technique
- Titre original : Blue Lagoon: The Awakening
- Réalisation : Mikael Salomon
- Scénario : Matt Heller et Heather Rutman (en), basé sur un roman de Henry De Vere Stacpoole
- Pays : États-Unis
- Durée : 89 minutes

## Distribution
- Indiana Evans (VF : Audrey Sablé) : Emmaline « Emma » Robinson[2]
- Brenton Thwaites (VF : Brice Ournac) : Dean McMullen[2]
- Jacob Artist (VF : Alexandre Nguyen) : Stephen Sullivan[2]
- Denise Richards (VF : Barbara Delsol) : Barbara Robinson[3]
- Patrick St. Esprit : Jack McMullen
- Frank John Hughes (VF : Constantin Pappas) : Phil Robinson
- Alix Elizabeth Gitter (VF : Laetitia Coryn) : Lizzie
- Carrie Wampler : Stacey Robinson
- Hayley Kiyoko (VF : Claire Guyot) : Helen
- Aimee Carrero (VF : Maïa Michaud) : Jude
- Annie Tedesco (VF : Claire Guyot)  : Madame Collier
- Marcus Giamatti : Principal Thomas
- Christopher Atkins : Monsieur Christiansen

Source VF

## Production
En mars 2004, un script a été commandé pour le réseau The WB, écrit par Shannon Bradley, mais n'a pas eu de suite.
Le projet a refait surface en décembre 2011 pour Lifetime.

## Accueil
Le téléfilm a été vu par 2,031 millions de téléspectateurs lors de sa première diffusion.